# Tingley (Iowa)
Tingley es una ciudad ubicada en el condado de Ringgold en el estado estadounidense de Iowa. En el Censo de 2010 tenía una población de 184 habitantes y una densidad poblacional de 104,78 personas por km².

## Geografía
Tingley se encuentra ubicada en las coordenadas 40°51′10″N 94°11′45″O / 40.85278, -94.19583. Según la Oficina del Censo de los Estados Unidos, Tingley tiene una superficie total de 1.76 km², de la cual 1.75 km² corresponden a tierra firme y (0.29%) 0.01 km² es agua.

## Demografía
Según el censo de 2010, había 184 personas residiendo en Tingley. La densidad de población era de 104,78 hab./km². De los 184 habitantes, Tingley estaba compuesto por el 100% blancos, el 0% eran afroamericanos, el 0% eran amerindios, el 0% eran asiáticos, el 0% eran isleños del Pacífico, el 0% eran de otras razas y el 0% pertenecían a dos o más razas. Del total de la población el 0.54% eran hispanos o latinos de cualquier raza.